# Vasca di deprivazione sensoriale
La vasca di deprivazione sensoriale, chiamata anche vasca di isolamento o vasca di galleggiamento, è uno strumento inventato dal neuroscienziato statunitense John Lilly alla fine degli anni cinquanta per lo studio della deprivazione sensoriale.

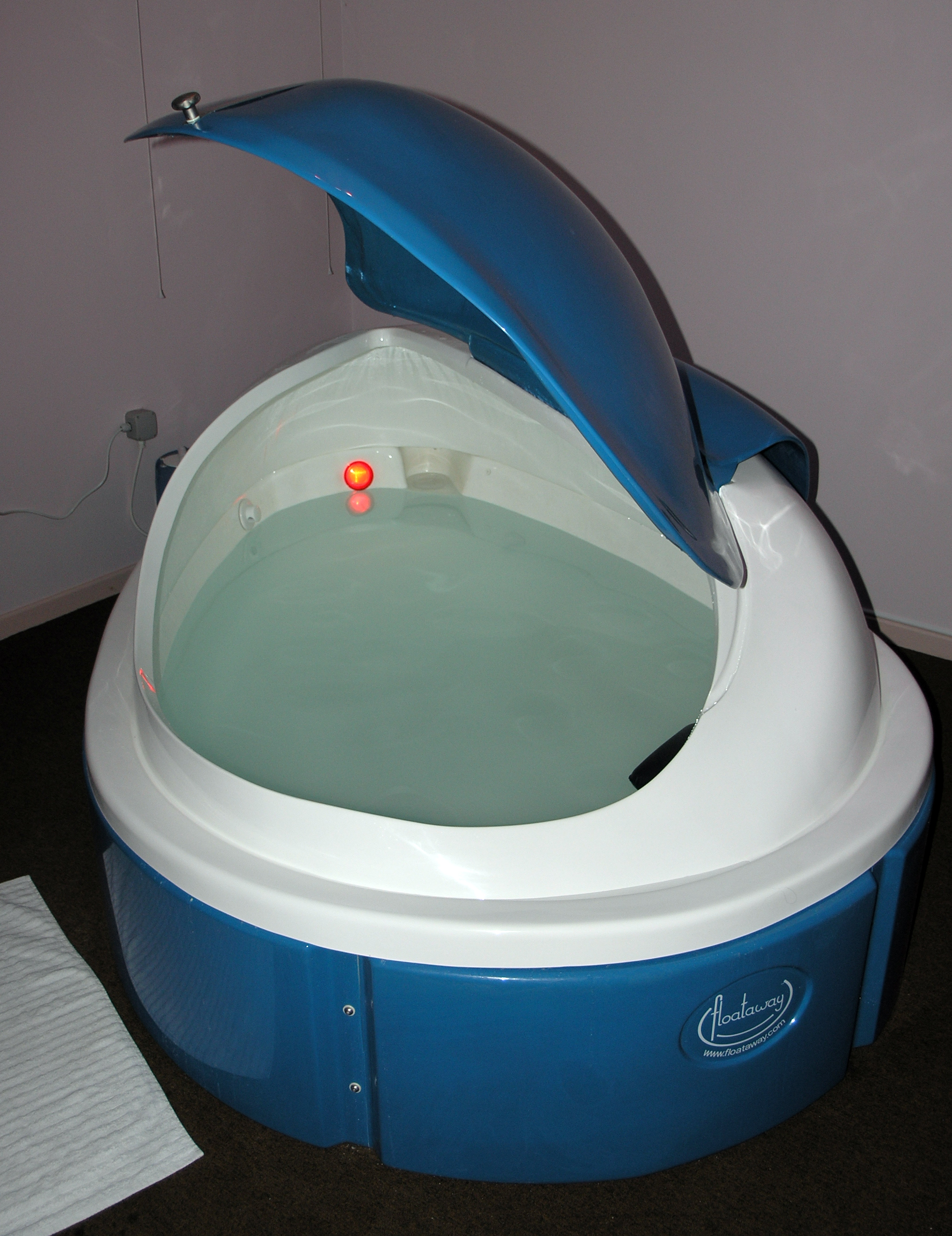
Vasca di deprivazione sensoriale con il coperchio aperto.

Lavorando nei laboratori del National Institute of Mental Health (NIMH), Lilly trovò una grande vasca usata durante la seconda guerra mondiale per lo studio sui sommozzatori e decise di riutilizzarla al fine di studiare meglio gli effetti della deprivazione sensoriale sul cervello umano e sugli stati alterati di coscienza. Il dibattito scientifico a quell'epoca verteva sulla possibilità che il cervello umano smettesse di funzionare normalmente in assenza di stimoli sensoriali. Per investigare su questa possibilità, John Lilly cercò di trasformare questa vasca in uno strumento in grado di ridurre al minimo gli stimoli esterni.
Originariamente la vasca permetteva allo sperimentatore di restare in una posizione verticale, ma successivamente gli studi proseguirono su un apparecchio ad assetto orizzontale. La vasca era piena di acqua satura di sale solfato di magnesio, mantenuta costantemente alla stessa temperatura del corpo umano in modo da eliminare la sensazione tattile. Il corpo dello sperimentatore si trovava così a galleggiare in assenza di gravità in un liquido isotermico. L'assenza degli altri stimoli veniva garantita isolando la vasca da luce e rumori esterni.
John Lilly sperimentò in segreto la vasca su sé stesso, portando il suo organismo in assenza di stimoli per molte ore di seguito. Da queste esperienze capì che, quando non riceveva stimoli sensoriali, il suo cervello non solo smetteva di funzionare, anzi il galleggiamento gli conferiva sensazione di riposo più profonda che avesse mai provato ed uno stato onirico profondo, in cui a volte si manifestavano anche allucinazioni. Successivamente ai suoi studi, la vasca di deprivazione sensoriale divenne uno strumento diffuso per raggiungere rilassamento, benessere e introspezione interiore. Sulla vasca è stato anche prodotto un film ispirato alla vita di John Lilly che mostra la sua intensa ricerca su se stesso, Stati di allucinazione (vedi sotto).

## Funzionamento
La vasca consiste in un guscio di vetroresina che accoglie al suo interno una soluzione ipersatura di acqua e solfato di magnesio, mantenuta costantemente alla temperatura di 34,8 °C, praticamente uguale alla tipica temperatura della pelle umana. Una volta preso posto all'interno, il corpo galleggia sulla superficie del liquido, che ha una profondità di soli 20 cm. All'interno della vasca si creano condizioni di buio e silenzio, in modo da annullare tutti gli stimoli esterni.
Dopo circa mezz'ora di sospensione nel liquido, si iniziano ad avvertire i primi segnali che qualcosa di insolito sta accadendo all'organismo. La percezione dei confini corporei in genere svanisce, per cui la persona non sente più di possedere un corpo che la confina.
La sensazione di profondo rilassamento provocata da questo stato induce quella che viene chiamata "risposta parasimpatica". L'organismo si trova ad essere defaticato dall'impegno costante di monitorare la temperatura corporea e l'assetto gravitazionale (che occupano il 90% delle risorse), e inizia a produrre sostanze associate al benessere come le endorfine.
Dopo un'ora di permanenza in questo stato, tutte le tensioni corporee sono eliminate e anche lo stress psicologico accumulato viene rilasciato.

## Applicazioni
La vasca di deprivazione sensoriale è uno strumento la cui diffusione in tutto il mondo iniziò negli anni Settanta, per migliorare lo stato di benessere psicofisico e le performance sportive. Alcune società sportive internazionali la usano per il recupero dei loro atleti. Vanta fra i suoi utilizzatori numerose personalità del mondo della scienza, della letteratura e dell'arte, grazie alla capacità di introspezione, visualizzazione e chiarezza mentale che fornisce.
Lo stato particolare che si raggiunge al suo interno è paragonabile allo stato di profonda meditazione dei monaci buddhisti, come si è visto monitorando l'attività cerebrale delle persone immerse. Le onde cerebrali che vengono prodotte in maggioranza sono quelle theta, associate a visioni ipnagogiche e fantastiche, tipiche dello stato di dormiveglia.

## Filmografia
In numerosi film viene riportata l'idea della vasca.
Primo fra tutti Stati di allucinazione (Altered States), un film del 1980 che racconta la storia di Lilly romanzata con un finale fantascientifico. Uno scienziato alla ricerca di un non meglio definito "Sé Originario" utilizza la vasca per amplificare gli effetti psicotropici di una miscela di funghi allucinogeni messicani. Ciò che scopre è che l'effetto potenziato di quella sostanza è in grado di modificare, oltre che il suo vissuto soggettivo, anche la realtà oggettiva. In questo modo, attraversando vari stadi di regressione allo stato primordiale di sé, lo scienziato si trova a percorrere a ritroso le tappe dell'evoluzione umana. Passa dal regredire allo stato di pitecantropo e poi ad una forma di vita intimamente correlata alla natura primordiale dell'universo, rischiando di divenire la causa dell'annichilimento dello stesso.
Nel film Minority Report, una vasca di tipo simile viene usata dai Precog, esseri con poteri di chiaroveggenza, per indagare sui delitti che verranno commessi. In detta vasca questi esseri vengono mantenuti in vita sospesi nel liquido che ne annulla le percezioni fisiche.
Nel film Daredevil il supereroe protagonista, rimasto cieco ma con la capacità di vedere grazie al suo udito supersviluppato, trova riposo in una specie di vasca-sarcofago entro cui è protetto dai rumori esterni.
Nel film giapponese ISOLA - La tredicesima personalità, una donna in una vasca di isolamento rimane uccisa a causa del terremoto. Poiché stava sperimentando un'esperienza extracorporea, il suo spirito privato del corpo va a dimorare nel corpo di una ragazzina con personalità multiple, difendendola ogni volta che questa viene molestata.
L'anime giapponese Serial Experiments Lain cita nell'episodio nove, Protocol, la camera di deprivazione sensoriale in riferimento agli studi di John Lilly sulla mente umana.
La vasca di isolamento è citata anche in una puntata de I Simpson (Fate largo a Lisa) e nella penultima puntata della quarta serie televisiva Dr. House - Medical Division
Possiamo anche trovare un riferimento alla funzione della vasca di privazione sensoriale nella prima stagione della serie TV Fringe, dove la protagonista la sfrutta, attraverso altri apparecchi riconducibili alla pseudoscienza, per leggere ricordi a lei inaccessibili.
La vasca è stata anche utilizzata in uno degli episodi della serie Gli investigatori dell'occulto, dove due degli scienziati si immergono in alcune vasche di deprivazione sensoriale e, dopo ciò, dicono di aver percepito la presenza dei loro familiari morti. Uno di essi ha espressamente dichiarato di aver percepito un "abbraccio" mandatogli dai suoi nonni.
La vasca ha un ruolo chiave anche nella serie tv Stranger Things, essa consente infatti alla protagonista "11" di esprimere al massimo i suoi poteri mentali.
Nell'episodio 19 della dodicesima ed ultima stagione della sitcom tv "The Big Bang Theory", su consiglio di Leonard e Penny, Sheldon ed Amy decidono di provare la vasca di deprivazione sensoriale per cercare di liberarsi dallo stress accumulato durante la lunga e travagliata attesa di ricevere il Premio Nobel.
Nell’episodio 17 della nona stagione della serie televisiva “Modern Family”, Cam e Mitchell partecipano ad un ritiro yoga in cui è previsto l’uso della suddetta vasca di deprivazione sensoriale.